# Shine (groupe)
Pour les articles homonymes, voir Shine.
Shine est un groupe d'electropop français. le groupe enregistre et publie un premier album, The Common Station, en 2008, aux labels Bonsaï Music et EMI, suivi d'un deuxième et dernier, Judas and Mary, en 2012. Le groupe cesse ses activités après le deuxième album.

## Biographie
Le groupe est formé en 2003. Le groupe joue à Londres en février 2004, en première partie de Sia et de Morcheeba lors de leur tournée européenne. Avant la sortie de leur premier album, le groupe est plébiscité par Morgan Page (Coldplay) qui remixera leur morceaux Ashbury et One Day. Par ailleurs, le clip de Ashbury sera tourné par Sylvain Hemo, dont le montage a été effectué par Charles-Xavier Nesa (Les Grands Manitous).
Shine sort son premier album, The Common Station, Le 7 janvier 2008, qui deviendra ensuite « album sélection FIP ». Le style musical du groupe prend rapidement une dimension internationale (BBC, série télévisée Ugly Betty, compilations aux États-Unis, en Europe et en Asie). Concernant le style musical du groupe, Morcheeba explique que : « la musique de Shine est magnifique, merveilleuse dans tous les sens du terme ! ». En 2009, ils invitent Terry Reid sur leur EP Shine featuring Terry Reid, paru la même année. L'EP est enregistré entre le 9 et le 15 juin 2009 avec Reid, qui s'est déplacé à Paris dans le studio du groupe, avant de participer de nouveau au festival de Glastonbury quelques jours plus tard, le 28 juin 2009.
Un deuxième album est annoncé par le groupe courant 2010. En début de cette même année, Shine se produit pour la première fois au festival américain South by Southwest, situé à Austin, au Texas. Le 8 juin 2012, le groupe sort le single Judas and Mary, accompagné de son clip, ainsi que l'album homonyme.

## Style musical
Musicalement, le groupe se catégorise pop-électro.

## Membres
- Guillaume Simon — écriture, claviers, saxophone, guitare[6]
- Laurent Houdard — guitare, réalisation, arrangements, programmation[6]
- Antoine Delecroix
- Julie Gomel
- Bendja

## Discographie

### Albums studio
- 2008 : The Common Station (Bonsaï Music, EMI)
- 2012 : Judas and Mary

### EP
- 2004 : One Day...
- 2009 : Shine featuring Terry Reid (Tubes à Essais)